# Raimon Jordan
Raimon Jordan, in italiano Raimondo Giordano (fl. 1178-1195 circa), è stato un trovatore tolosano e visconte di Saint-Antonin nel Rouergue, vicino al confine con il Quercy.
Esiste una vida di Jordan in molti manoscritti, alcuni accompagnati da una razó, che, come le comuni vidas, ci dice da dove egli provenisse e chi avesse amato. Jordan era originario di Pena d'Albeges (modern Penne). A un certo punto ebbe una relazione d'amore con Elis (Lucia) de Montfort, moglie di Guillem de Gordon (1165 ca.) e poi di Bernart de Casnac (1214 ca.). Questa relazione si trovava dapprincipio in una vida di Bertran de Born, ma venne ritagliata e collocata nella vida-razo di Jordan in una data successiva.
Jordan era contemporaneo di Bertran de Born e partecipò insieme a lui alla Rivolta del 1173-1174 come partigiano del re Enrico il Giovane contro Enrico Cortomantello, Duca d'Aquitania e re d'Inghiletarra.  Può aver ricevuto una ferita quasi mortale nella stessa campagna in cui il Re Giovane muore nel 1183. La stessa moglie di Jordan si schiera a favore degli "eretici" (ereges), certamente i Catari, sebbene in un documento troviamo scritto Patarini.
Della produzione letteraria di Jordan, ci restano solo dodici poesie, comprendenti undici cansos e una tenzone (e forse un sirventes). L'incipit trovato al termine di una razo, che introduce una delle sue cansos, dice maintas bonas chansos fetz: "lui fece molte buone cansos." Di Jordan ci è pervenuta inoltre la melodia di Vas vos soplei, domna, premieramen, copiata dal successivo trovatore Peire Cardenal per la sua Rics homs que greu ditz vertat e leu men. L'edizione moderna più recente dei suoi lavori è Il trovatore Raimon Jordan curata da Stefano Asperti (Modena: Mucchi, 1990).
L'opera di Jordan è in genere astorica e la sua poesia "fa pensare a un musicista jazz che lavori su un tema banale per poi muoversi inesorabilmente più in profondità all'interno di una fervida immaginazione poetica". Le sue innovazioni hanno portato a fare un confronto con Thelonious Monk. Sebbene Jordan non sia di solito considerato come un maestro dagli standard moderni, il Monaco di Montaudon, scrivendo nel 1190-1200 della generazione a lui successiva, lo colloca in un posto di rilievo nella sua Pos Peire d'Alvernh'a cantat. Jordan fu uno dei primi trovatori a impiegare la mitologia dell'"uomo selvaggio" nelle sue poesie, facendo riferimento al "sollievo del selvaggio" (aissi farai lo conort del salvatge), sottolineando che le aspettative di felicità lo rendono audace e che perciò godrebbe più della caduta della neve piuttosto che dello sbocciare dei fiori. In genere la poesia di Jordan enfatizza la concomitante sofferenza d'amore e la stoica sua accettazione come necessaria conseguenza da sopportare. Le sofferenze d'amore viene paragonata ai ripetuti colpi del mare in tempesta, una metafora abbastanza comune nella letteratura del tempo, allorché il mare era visto come un pericolo costante:
In un altro passaggio, Jordan spiega che la sua canzone è un "interprete" delle sue pene per la donna per cui soffre:
In realtà, la sua devozione per la donna non conosceva nessun vincolo e lui era oltretutto un poeta sacrilego. In uno dei suoi più famosi passaggi dichiara che volentieri rinuncerebbe all'eternità del Paradiso per una notte con una certa donna:
ma che mi lasci il tempo
per una notte con lei stare.»
Jordan scrive una canso sull'interpretazione da parte delle donne, dove attacca la misoginia dei primi trovatori (antic trobadors) i quali hanno "fuorviato e diffamato le donne nelle loro poesie d'amore". La canzone attacca anche un autore di satire per il fatto che adotti "la maniera di un predicatore" con il chiaro scopo di criticare pubblicamente le donne. Nell'ultima stanza della canso, l'interprete femminile dice:
Altrimenti, la sua opera è caratterizzata da "sorprendenti metafore feudali".